# Pulex simulans
Espèce
Pulex simulans est une espèce de puces de la famille des Pulicidae. C'est le parasite le plus commun du Coyote.